# فرنتس دونات
فرنتس دونات (مجاری: Ferenc Donáth؛ زادهٔ ۲۸ ژوئن ۱۹۵۴) ژیمناست هنری اهل مجارستان بود.
وی در مسابقات کشوری و بین‌المللی در مجموع برندهٔ ۱ مدال برنز شده‌است.